# Bons Baisers de Russie (roman)
Pour les articles homonymes, voir Bons Baisers de Russie et Bons baisers de....
Bons Baisers de Russie (From Russia, With Love) est le cinquième roman d'espionnage de l'écrivain britannique Ian Fleming mettant en scène le personnage de James Bond. Il est publié le 8 avril 1957 au Royaume-Uni. La traduction française parait en 1960 sous le titre Échec à l'Orient-Express avant de prendre définitivement le titre Bons Baisers de Russie en 1964.
Le SMERSH, le service de contre-espionnage soviétique, met au point un plan pour assassiner l'agent secret James Bond de manière à discréditer le MI6. La séduisante agent soviétique Tatiana Romanova prend contact avec les Britanniques pour qu'ils la fassent passer à l'Ouest en échange de la machine de chiffrement russe Spektor. Bond se rend à Istanbul pour la ramener sans savoir dans quel piège il se dirige.
Le roman est bien reçu par la critique et se voit considéré aujourd'hui comme une des meilleures aventures écrites par Ian Fleming. Les ventes du livre décollent à la suite de la visite du Premier ministre britannique Anthony Eden au domaine de Ian Fleming en Jamaïque en 1956, et au fait que le Président américain John Fitzgerald Kennedy place le roman dans sa liste des dix livres préférés en 1961.
Le roman est adapté au cinéma en 1963 sous le même titre dans le cadre de la série de films de James Bond d'EON Productions, avec Sean Connery dans le rôle de 007. Le roman est aussi adapté en comic strip en 1960, en jeu vidéo en 2005 et en dramatique radio en 2012.

## Résumé
Le Plan
Le SMERSH, l'agence de contre-espionnage soviétique, veut frapper un grand coup dans le milieu des services de renseignement. Ils choisissent comme cibles les services secrets britanniques et leur meilleur agent, James Bond, qui les a tenu en échec à plusieurs reprises (voir Casino Royale, Vivre et laisser mourir et Moonraker). La colonelle Rosa Klebb, chef du département Opérations et exécutions, et Kronsteen, joueur d'échecs chargé de la planification, mettent au point une konspiratsia : Bond sera tué de telle manière qu'un scandale sexuel mondial salira la réputation du MI6. La séduisante caporal Tatiana Romanova du MGB est chargée de faire semblant de vouloir passer à l'Ouest après être tombée amoureuse de Bond dont elle a vu une photographie. Pour être sûre d'appâter les Britanniques, elle doit leur fournir un Spektor, une machine de chiffrement russe. Mais la jeune femme ne connaît pas tous les détails du plan, notamment le rôle du psychopathe Donovan « Red » Grant, chef exécuteur du SMERSH, chargé de tuer Bond au moment opportun.
L'Exécution

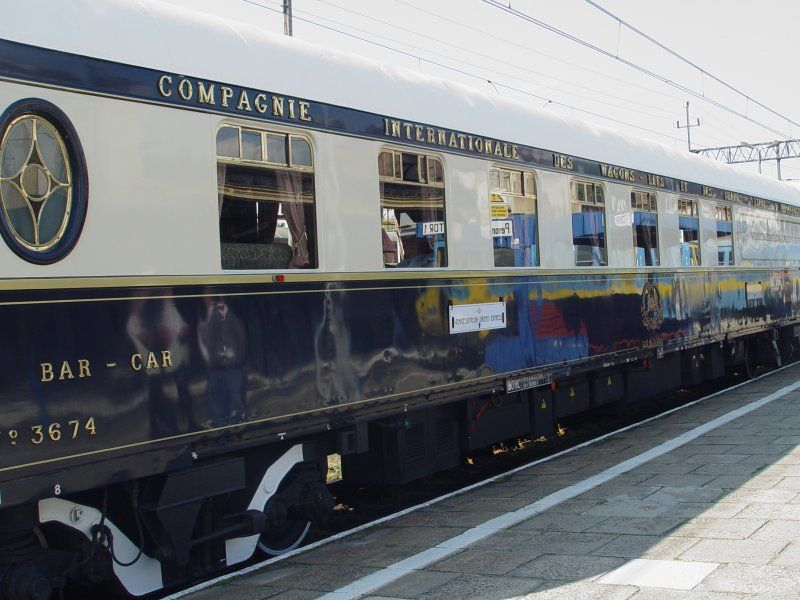
Un wagon de l'Orient-Express.

Le MI6 reçoit l'offre de défection de Tatiana par l'intermédiaire de Darko Kerim, chef de la section T (Turquie), avec comme seule condition que ce soit James Bond en personne qui la ramène à Londres. M et 007 ont du mal à croire à l'histoire de la jeune femme mais l'occasion de mettre la main sur le Spektor est trop belle pour être ignorée. Bond se rend à Istanbul, ville où les agents de puissances ennemies cohabitent dans une relative paix tacite. Mais le camp soviétique est inhabituellement agité. Outre l'arrivée de trois nouveaux agents soviétiques, Kerim est victime de deux tentatives d'assassinat : une première dans son bureau avec une bombe, et une seconde lors d'une soirée chez des amis gitans où il est attaqué par les Bulgares mais où Bond est étonnamment épargné. Kerim n'a d'autre choix que de répliquer en tuant Krilencu, le chef des Bulgares, avec l'aide de 007. En revenant dans sa chambre d'hôtel, Bond découvre Tatiana nue dans son lit. Ils s'accordent pour rejoindre Londres par train avant de faire l'amour, sans savoir qu'ils sont filmés par le SMERSH.
Bond, Tatiana et Kerim embarquent à bord de l'Orient-Express. Kerim découvre que les trois agents du MGB les ont suivis. Il parvient à en faire expulser deux du train par la ruse et la corruption mais trouve la mort en se débarrassant du troisième. À Trieste, un agent du MI6, le capitaine Nash, prend contact avec Bond. Tatiana se montre suspicieuse mais lors de leur dernier échange téléphonique, M avait prévenu Bond qu'il enverrait peut-être un agent en renfort. Après le dîner, Tatiana s'endort soudainement. Bond se couche également tandis que Nash prend le premier tour de garde. Bond se réveille pour découvrir qu'il est tenu en joue par Nash qui s'avère être le tueur Red Grant. Ce dernier lui explique le plan du SMERSH : faire croire que Bond a tué Tatiana — droguée — parce qu'elle voulait se marier avec lui, avant de se suicider d'une balle dans le cœur. L'affaire rassemblant meurtre-suicide, espions, sexe et Orient-Express fera les choux gras de la presse mondiale aux dépens du MI6. De plus, le Spektor s'avère être piégé à l'explosif. Au moment où l'Orient-Express entre dans le tunnel du Simplon, Grant tire sur Bond qui s'effondre sur le sol. Mais ce dernier a réussi à arrêter la balle avec un livre et son étui à cigarettes, et lorsque Grant arrive à son niveau, il attaque et tue l'assassin.
À Paris, Bond remet Tatiana à l'ambassade du Royaume-Uni et le Spektor piégé à la station F (France) du MI6, puis prend contact avec son ami René Mathis, chef du Deuxième Bureau, les renseignements français. Il rencontre la colonelle Rosa Klebb du SMERSH dans une chambre de l'Hôtel Ritz à la place de Grant. Klebb est capturée mais elle parvient à empoisonner Bond avec une lame cachée dans sa chaussure. Alors que Mathis emmène Klebb, Bond sent son corps s'engourdir et le froid l'envahir. Luttant pour chaque respiration, il s'effondre par terre.

## Personnages
Le roman met en scène l'agent secret britannique James Bond du MI6 face à une machination du SMERSH, le service de contre-espionnage soviétique, incarné notamment par la colonelle Rosa Klebb et l'agent Donovan « Red » Grant. La James Bond girl est Tatiana Romanova, une agent du MGB devant séduire Bond. Plusieurs personnages récurrents de la série littéraire sont présents : M, le directeur du MI6, Miss Moneypenny, sa secrétaire, Bill, son chef d'État-Major, et René Mathis, un agent secret français du Deuxième Bureau et un ami de Bond.

### Principaux
- James Bond (007) : agent secret du MI6 envoyé à Istanbul pour faire passer Tatiana Romanova à l'Ouest en échange d'une machine de chiffrement russe.
- Caporal Tatiana Romanova : agent du MGB simulant son passage à l'Ouest, soi-disant après être tombée amoureuse d'une photo de James Bond.
- Darko Kerim : chef de la section T (Turquie) du MI6 à Istanbul épaulant James Bond dans sa mission.
- Donovan « Red » Grant : chef exécuteur du SMERSH, psychopathe britannique passé à l'Est, chargé d'éliminer James Bond.
- Colonelle Rosa Klebb : chef du département Opérations et exécutions du SMERSH ayant mis au point le piège pour tuer James Bond.
- René Mathis : ami de James Bond, directeur du Deuxième Bureau, les services de renseignement français.
- M : directeur du MI6, les services secrets britanniques.

### Secondaires
- Colonel-général Grubozaboyschikov (G) : directeur du SMERSH, le service de contre-espionnage soviétique.
- Lieutenant-général Slavin : directeur du GRU, la direction générale du renseignement de l'Armée.
- Lieutenant-général Vozdvishensky : directeur du RUMID, la direction générale du renseignement des Affaires Étrangères.
- Colonel Nikitin : directeur du renseignement du MGB, les services secrets soviétiques.
- Kronsteen : joueur d'échecs, chef de la planification du SMERSH.
- May : vieille gouvernante écossaise de James Bond.
- Capitaine Troop : trésorier-payeur, chef de l'Administration du MI6.
- Bill : chef d'État-Major de M.
- Miss Moneypenny : secrétaire de M.
- Vavra : chef des Gitans travaillant pour Darko Kerim.
- Krilencu : chef des Bulgares travaillant pour les soviétiques.

## Lieux
La première partie du roman se déroule entièrement en Union soviétique (10 chapitres), plus précisément en Crimée et à Moscou. L'action de la seconde partie a lieu d'abord à Istanbul en Turquie (8 chapitres), puis à bord de l'Orient-Express (7 chapitres) en route vers Paris. Quelques chapitre se déroulent également à Londres au Royaume-Uni (2 chapitres) et à Paris en France (1 chapitre).
| Londres Moscou Datcha en Crimée Istanbul Uzunköprü Belgrade Trieste Tunnel du Simplon Dijon Paris |

### Union soviétique
Donovan Grant récupère dans sa datcha située sur la côte sud-est de la Crimée, entre Théodosie et Yalta, qui faisait alors partie de la Riviera russe. Il prend un avion à l'aéroport de Simferopol pour rejoindre Moscou et passe au-dessus de Kharkov (Ukraine). Il atterrit à l'aéroport Tushino (en) de Moscou — remplacé en 2010 par le stade Otkrytie Arena — et se rend au quartier général du SMERSH situé au 13 rue Sretenka (en). Kronsteen dispute sa partie d'échecs au Tournament Hall situé rue Pushkin. Tatiana Romanova et Rosa Klebb vivent dans une caserne regroupant les femmes travaillant au service de la Sécurité de l'État, située rue Sadovaya-Chernogriazskay.

### Royaume-Uni
James Bond habite un appartement donnant sur un square situé le long de l'avenue King's Road, dans le quartier de Chelsea dans le sud-ouest de Londres. Il est briefé sur sa mission au siège du MI6 donnant sur Regent's Park. L'avion de Bond pour Istanbul passe au-dessus de Paris, de Dijon, du massif du Jura, du lac Léman, des Alpes, de la Lombardie, de Gênes, de l'île d'Elbe et fait une première escale à l'aéroport Ciampino de Rome. Il reprend son vol par-dessus le golfe de Corinthe, le massif d'Hymette et fait une seconde escale à Athènes avant de continuer au-dessus de la mer Égée et de la mer de Marmara.

### Turquie

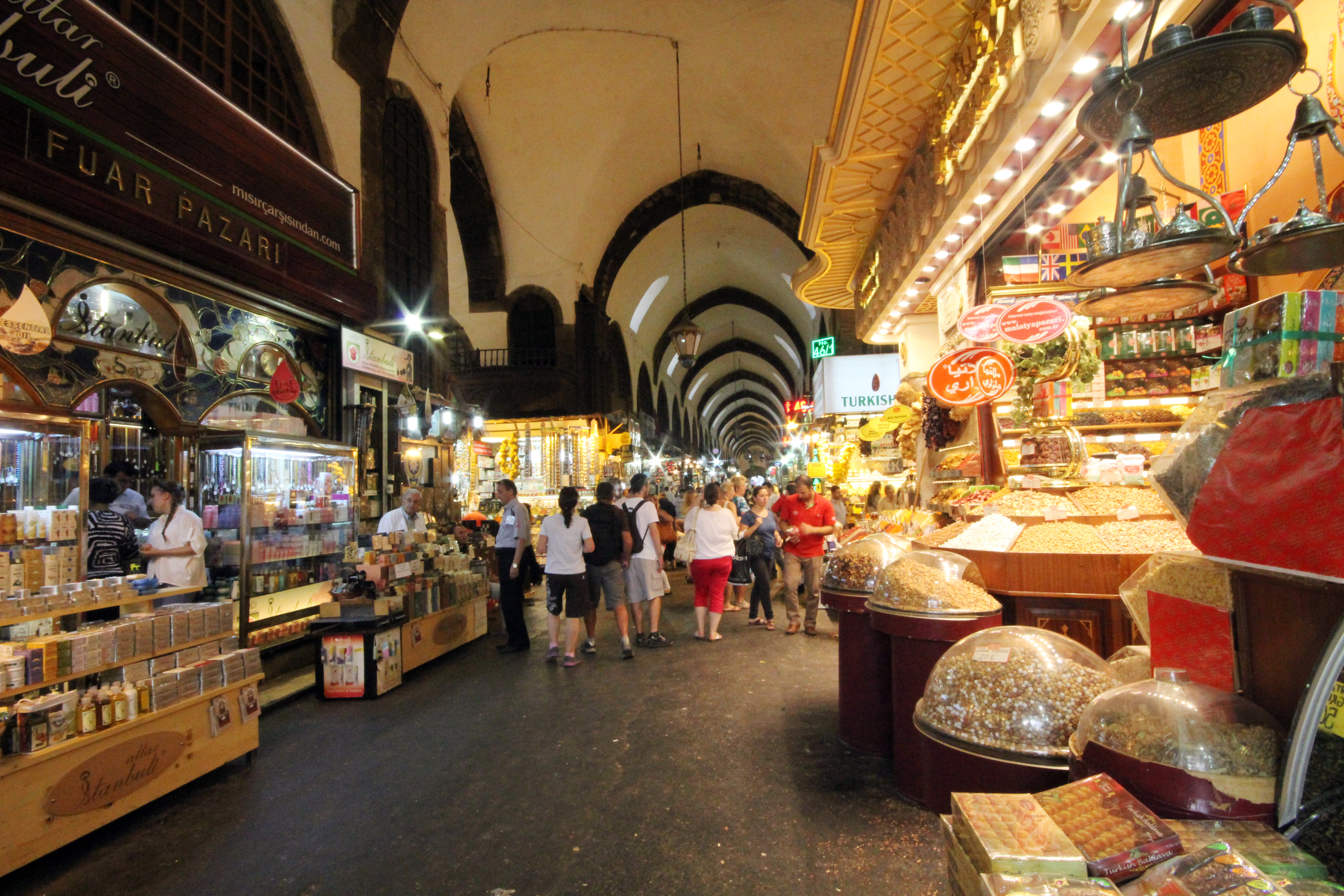
Bazar aux épices.

James Bond atterrit à l'aéroport de Yeşilköy près d'Istanbul. Il loge à l'hôtel Kristal Palas — inspiré de l'Hôtel Pera Palace — situé dans le quartier Péra, entre la Corne d'Or et le Bosphore. Il traverse la place Taksim, descend l'avenue İstiklal et prend le pont de Galata pour rejoindre les bureaux de Darko Kerim. Ils déjeunent au Bazar aux épices avant d'aller espionner le repaire des russes en passant par une vieille canalisation souterraine de la Citerne Basilique. Ils passent la soirée dans un camp de gitans en dehors de la ville. Ils se rendent ensuite dans les environs du Palais de Topkapı et de la Mosquée bleue en passant devant l'Aqueduc de Valens, le Grand bazar et la Colonne de Constantin.

### Orient-Express
James Bond prend l'Orient-Express pour Paris à la gare de Sirkeci. Le train passe par Uzunköprü (Turquie), Pythion, Alexandroúpoli, Xánthi, Dráma, Sérrai, Thessalonique et Idoméni (Grèce) et s'arrête un temps à Belgrade (Yougoslavie). Il reprend sa course via Vinkovci, Brod, Zagreb, Ljubljana, Sežana (Yougoslavie), Poggioreale, Trieste, Mestre, Venise, Padoue, Vicence, Vérone, Domodossola (Italie), le tunnel du Simplon, Lausanne et Vallorbe (Suisse). Bond descend à Dijon (France).

### France
James Bond rencontre Rosa Klebb à l'Hôtel Ritz de Paris en passant par l'entrée de la rue Cambon.

## Écriture

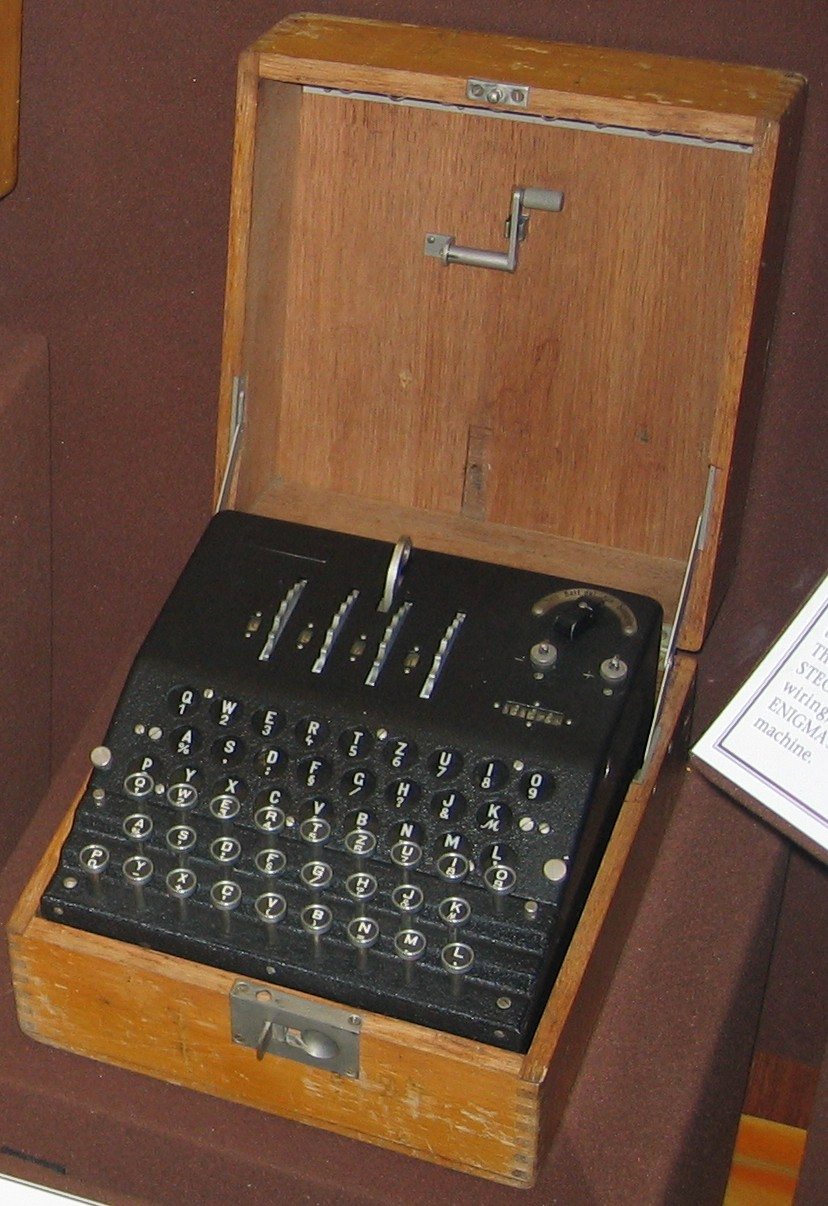
Machine de chiffrement Enigma ayant inspiré le Spektor.

Le Spektor est inspiré de la machine de chiffrement Enigma utilisée principalement par l'Allemagne nazie lors de la Seconde Guerre mondiale. Ian Fleming connaissait bien cette machine via son travail à la Naval Intelligence Division (en).
D'après le livre The James Bond Phenomenon: A Critical Reader, écrit par Christoph Lindner, Ian Fleming a écrit ce roman comme étant le dernier sur James Bond, en le tuant à la fin, car il jugeait que les retombées financières de ses ventes de romans ne justifiaient plus l'effort et le temps qu'il y consacrait.

## Publication et réception

### Publication
From Russia, with Love est publié le 8 avril 1957 au Royaume-Uni par l'éditeur Jonathan Cape. La couverture de la première édition représente un revolver posé sur une rose. Aux États-Unis, le roman est publié par Macmillan Publishers.
En France, la traduction de Jerry Hall est publiée en 1960 chez Presses Internationales sous le titre Échec à l'Orient-Express. Une nouvelle traduction d'André Gilliard est publiée en 1964 chez Plon sous le titre Bons baisers de Russie, plus proche de l'original. C'est cette dernière version qui est rééditée depuis.
- (en) From Russia, with Love, Londres, Jonathan Cape, 1957
- Échec à l'Orient-Express (trad. Jerry Hall), Paris, Presses Internationales, coll. « Inter-espions » (no 7), 1960 (BNF 32957378)
- Bons baisers de Russie (trad. André Gilliard), Paris, Plon, coll. « Espionnage », 1964, 315 p. (BNF 41646249)

### Réception
Bons baisers de Russie est plutôt bien accueilli par la critique. Il est classé 35e dans la liste des Cent Meilleurs Romans policiers de tous les temps établie par la Crime Writers' Association en 1990, et 78e dans celle établie par Mystery Writers of America en 1995. Aucun autre roman de Ian Fleming n'en fait partie.
Les ventes du roman décollent à la suite de deux évènements qui attirent l'attention du public. Premièrement, en novembre 1956, le Premier ministre du Royaume-Uni Anthony Eden se rend au domaine GoldenEye de Ian Fleming en Jamaïque. Deuxièmement, le magazine américain Life dévoile le 17 mars 1961 la liste des dix livres préférés du président John Fitzgerald Kennedy où Bons baisers de Russie est placé neuvième. Kennedy s'avère être un grand fan de James Bond,,.

## Adaptations

### Bande dessinée
Le roman est adapté en bande dessinée en 1960. L'auteur Henry Gammidge et le dessinateur John McLusky (en) créent un comic strip quotidien publié du 3 février au 21 mai 1960 dans le tabloïd britannique Daily Express. La maison d'édition Titan Books (en) réédite le comic strip au Royaume-Uni le 23 mai 2005 dans l'album anthologique Dr. No regroupant également les histoires Docteur No et Les diamants sont éternels.

### Cinéma
Le roman est adapté au cinéma en 1963 par EON Productions. Le film Bons Baisers de Russie est le second opus de la série de films de James Bond d'EON. Réalisé par Terence Young, il met en scène Sean Connery dans le rôle de 007 et Daniela Bianchi dans celui de Tatiana Romanova. Le scénario du film reprend assez fidèlement l'intrigue du roman excepté quelques points, comme le fait que le service de contre-espionnage soviétique SMERSH soit remplacé par l'organisation criminelle fictive SPECTRE et qu'il n'y ait pas de suspense sur la survie de Bond à la fin de l'histoire.

### Radio
Le roman est adapté en un dramatique radio diffusé le 21 juillet 2012 sur la radio britannique BBC Radio 4. C'est la troisième dramatisation d'une aventure de James Bond par le duo de réalisateur et producteur Martin Jarvis et Rosalind Ayres. Le programme écrit par Archie Scottney met notamment en scène Toby Stephens — le méchant du film Meurs un autre jour — dans le rôle de James Bond aux côtés d'Olga Fedori (en) en Tatiana.

### Jeu vidéo
Le jeu vidéo Bons Baisers de Russie sorti en 2005 est adapté du roman et du film. Ce jeu de tir à la troisième personne est développé et édité par Electronic Arts pour les consoles GameCube, PlayStation 2, Xbox et PlayStation Portable. Sean Connery prête sa voix et son image au personnage de 007. Le jeu reprend assez fidèlement l'histoire du roman et les visuels du film mais ajoute des scènes d'action ainsi que des gadgets des autres films de la saga.